# Preußische ET 831 bis ET 842
Die ET 831 bis ET 842 waren elektrische Triebzüge der Preußischen Staatseisenbahnen. Die Deutsche Reichsbahn ordnete die Fahrzeuge ab 1940 in die Baureihe ET 87 ein.

## Geschichte
1911 wurde die Elektrifizierung der Hauptbahn von Lauban über Waldenburg (bis hier Schlesische Gebirgsbahn) nach Königszelt sowie einiger ihrer Nebenstrecken beschlossen. 1912 bestellte die Königliche Eisenbahndirektion (K.ED) Breslau fünf Triebwagen der Radsatzfolge 2’1’+B’1’+1’2’ bei AEG, die unter der maßgeblichen Beteiligung des Geheimen Oberbaurates Gustav Wittfeld entstanden. Vorher hatte die Preußische Staatsbahnen bereits mit der Entwicklung und Indienststellung des AT 3 eine Vorreiterrolle bei Akkumulator-Triebwagen übernommen und positive Erfahrungen im Betrieb gesammelt. 1913 wurde ein sechster Triebwagen nachbestellt, der 1914 die moderne elektrische Traktion zusammen mit anderen Triebfahrzeugen auf der Baltischen Ausstellung in Malmö präsentieren sollte. Am 2. April 1914 stellte die Preußische Staatseisenbahn den ersten der Triebzüge mit der Nummer ET 831/831a/832 in Dienst, weitere vier Triebzüge wurden bis Ende 1914 in Dienst gestellt. Der sechste ET kam erst 1915 nach Ende der Baltischen Ausstellung nach Nieder Salzbrunn.
In einer Meldung der Schlesischen Zeitung vom 12. November 1914 wird bekannt gegeben, dass der allgemeine Verkehr der fünf Zugpaare auf der Strecke zwischen Nieder Salzbrunn und Halbstadt (tschechisch: Meziměstí/Tschechien) mit elektrischen Triebwagenzügen am 15. des Monats aufgenommen wird. Bis 1918 fuhren sie im grenzüberschreitenden Verkehr zwischen dem Deutschen Reich und der k.u.k. Monarchie Österreich-Ungarns, danach bis 1920 in die neu gegründete Tschechoslowakei. Aufgrund der großen Steigungen und der damit verbundenen hohen Belastung der Fahrmotoren kam es zunehmend zu Ausfällen. Mit der Übernahme der ursprünglich für die Berliner Stadt-, Ring- und Vorortbahnen angedachten SSW-Versuchszügen (Triebwagen der späteren Baureihe ET 88) ab Ende 1920, kamen die dreiteiligen Triebwagen auf weniger steigungsreichen Strecken zum Einsatz.
Die Fahrzeuge wurden mehrfach umgezeichnet. Spätestens seit 1923 trugen die Triebfahrzeuge die Bezeichnungen 501 Breslau bis 506 Breslau. Die Deutsche Reichsbahn änderte 1932 wieder ihr Nummernsystem, das zwischen „elektrischen Triebwagen an Oberleitung (elT)“ und „elektrischer Steuerwagen (elS)“ unterschied, so dass den Zügen nunmehr die Nummern elT 1001–1006 sowie elS 2001–2006 und elS 2011–2016 zugewiesen wurden. 1937 erlitt der elT 1002 einen schweren Unfall, der 1940 zu seiner Ausmusterung führte; der übrig gebliebene Steuerwagen elS 2002 und wurde fortan als Tauschfahrzeug genutzt. Gleichzeitig erhielten die fünf verbliebenen Fahrzeugen nach den neuen Nummernschema die Baureihenbezeichnung ET/ES 87 und damit die Ordnungsnummern ET/ES 87 01–05.
Im Frühjahr 1945 wurde ein Teil der elektrischen Fahrzeuge der schlesischen Strecken vor der näherrückenden Kriegsfront über Böhmen evakuiert. Nach Ende des Zweiten Weltkrieges gelangten von den verbliebenen fünf Triebzügen 1949 die drei Triebfahrzeuge ET 87 03–05 in den Bestand der Deutschen Bundesbahn (DB). Sie waren 1945 in Mezimesti/Halbstadt, dem elektrifizierten Endpunkt der Strecke von Nieder Salzbrunn, stehengeblieben. Einige Jahre standen sie dann im tschechoslowakischen Velky Osek. Ab 1950 waren sie im Bw Nürnberg Hbf beheimatet. Letztes Einsatzgebiet war die Bahnstrecke Feucht–Altdorf, die seit dem 2. November 1952 elektrisch betrieben wird. Die letzte Einheit ET/ES 87 03 wurde am 7. September 1959 ausgemustert.  
Die ET 87 01 und ET 87 02 waren bis 1954 kriegsbeschädigt im früheren RAW Lauban (ZNTK Luban der PKP) abgestellt. 
Von den ET 87 blieb kein Wagen museal erhalten.

## Konstruktion

### Wagenbau
Der ET 87 folgt dem Konzept eines dreigliedrigen Zuges mit einem auswechselbaren Mittelwagen nach einer Idee von Gustav Wittfeld. Der Antrieb war dabei in einem zweiachsigen Drehgestell konzentriert. Dort trieben zwei Fahrmotoren in einem Stahlgussgehäuse über Zahnräder eine zwischenliegende Blindwelle an. Diese übertrug das Drehmoment über beidseitige Schlitzkuppelstangen auf die beiden Treibradsätze. Dieses damals innovative Antriebskonzept setzte sich jedoch in der weiteren Entwicklungsgeschichte der elektrischen Triebwagen nicht durch. Erst in jüngerer Zeit wurde mit dem GTW 2/6 von Stadler Rail dieses alte Prinzip wieder aufgegriffen.
Der zentrale Mittelwagen, der den Antrieb beherbergte, besaß ein Untergestell, das aus vernieteten Walzprofilen hergestellt wurde und dazu extra verstärkt wurde. Es stützte sich auf der einen Seite über einen kugeligen Drehteller auf das Triebgestell, auf der anderen Seite auf eine Einzelachse, die sogenannte Vereinslenkachse, ab, mit der das Untergestell über Blattfedergehänge und Schraubenfedern abgestützt war. Diese Konstruktion war eigentlich nicht erforderlich, da die Lenkwirkung der in Schaken geführten Blattfedern äußerst gering war.
Der anfangs als Anhängewagen bezeichnete Steuerwagen folgte dem damals häufig angewendeten Konstruktionsprinzip, das sich aus dem Bau der Durchgangswagen ableitete: Das Untergestell, das ebenfalls aus genieteten Walzprofilen bestand, wurde durch ein Sprengwerk in Längsrichtung verstärkt, wobei die bei den in Durchgangszügen eingesetzten Wagen benötigte Wiege fehlte. Am Kurzkuppelende war wiederum nur eine Vereinslenkachse vorhanden.
Die Wagenkästen aller drei Einheiten bestanden aus einem tragenden Stahlprofilgerippe mit Holzverkleidung; die Seitenwänden waren überdies mit dünnem Blech verschalt. Das Dach mit Laterne (Oberlichtaufbau) wurde mit geerdetem Bleiblech ausgelegt, um Spannungsübertragungen, die von der Oberleitung herrührten, zu vermeiden. Neben der Laterne war beidseitig eine Reihe von Dachlüftern der Bauart Grove angeordnet.

### Einteilung
Der Mittelwagen war innen zweigeteilt: Neben dem Motorenraum befand sich ein Raum, der nicht nur die Ventilatoren, die durch Bänke verdeckt waren, aufnahm. Dieser wurde als Gepäck- und Postraum verwendet. Teilweise ist auch eine Verwendung als Traglastenabteil 4. Klasse nachweisbar. Neben der Hochspannungskammer befand sich der Abort. Dieser war als Trockentoilette mit Torfmull konstruiert, um die elektrische Ausrüstung vor Schmutz und Feuchtigkeit zu schützen. Damit fand sich hier ein geschlossenes Toilettensystem, für das der ET 87 eines der ersten Beispiele darstellt.
Der a-seitige Steuerwagen war der 2. und 3. Klasse vorbehalten; der b-seitige Steuerwagen hatte zwei Großraumabteile 4. Klasse, ein Abteil der 3. Klasse und einen Großraum der 3. Klasse. Damit hatte der Triebwagen rund 140 Sitzplätze. Die Toiletten waren mit Wasserspülung und Fallrohr ausgestattet.

### Elektrische Ausrüstung
Die Ausrüstung mit Wechselstrom-Kommutator-Motoren der AEG entsprach dem damaligen Stand der Technik. Die Kühlung war den gebirgigen Verhältnissen angepasst und erfolgte über Luftkühlung von außen. Durch patentrechtliche Bindungen bedingt fertigte die AEG zwei Winter-Eichberg-Motoren an, die im Betrieb noch viele Schwierigkeiten bereiten sollten. Der Hauptschalter bestand – entsprechend dem damaligen Stand der Technik – aus einem Ölkessel, der bei schwerem Kurzschluss explodieren konnte. Daher wurde das Traglastenabteil der 4. Klasse später für den öffentlichen Verkehr gesperrt. Die Stromaufnahme erfolgte über zwei Stromabnehmer der Bauart AEG.
Der Triebwagen zeichnete sich von Anfang an durch ein sehr leises Motorengeräusch aus, das sogar geringer war als der der damaligen Straßenbahnen. Dennoch zeigten sich im Laufe der Zeit ein erheblicher Kohlebürstenverschleiß, der Überschläge am Kommutator nach sich zog.
1925/1926 wurden daher die Fahrmotoren durch die AEG auf eine einfache Reihenschaltung mit Wendepolen umgestellt. Damit stieg die Leistung von 367 kW (500 PS) auf 500 kW (680 PS).

### Farbgebung
Die ursprüngliche Farbgebung ist nicht mit letzter Sicherheit zu rekonstruieren. Wahrscheinlich trugen die Triebwagen ein creme-olivgrünes Kleid mit hellbleigrauem Dach und mit K.P.E.V.-Wappen schmuckverziert. In den 1920er Jahren wurde der zweifarbige Anstrich des Wagenkastens in hellfeldgrau-stahlblaugrau geändert. Zwischen 1933 und zirka 1940 erhielten die Triebwagen den für Reichsbahn-Triebwagen verfügten Einheitsanstrich in Beige-Rot nach DV 984. Nach ihrer Übernahme durch die Deutsche Bundesbahn erhielten die Triebwagen den damaligen roten Nahverkehrsanstrich.

### Vorteile im Betrieb
Mit dem Prinzip der Dreigliedrigkeit, das eine Konzentration des Antriebs im Mittelwagen und die Kurzkupplung zweier weiterer Wagen an den jeweiligen Enden vorsieht, sollten eine Reihe von Problemen gelöst werden. So sollte zum einen der Fahrkomfort gesteigert werden, da durch die räumliche Trennung die Geräuschbelastung sank. Gleichzeitig waren Vorteile bei Wartung und Inspektion des Zuges vorhanden: die einzelnen Triebwagenteile konnten jeweils für sich gewartet werden, da für die Antriebseinheit und für die Wagen unterschiedliche Behandlungsfristen vorlagen. So bedeutete eine Wartung nicht gleichzeitig eine Stillstandszeit für die anderen Triebwagenteile.

## Einsatz
Die im Bw Nieder Salzbrunn beheimateten Triebwagen bedienten mit mäßigem Erfolg die grenzüberschreitende Strecke Nieder Salzbrunn–Halbstadt, denn sie waren der steigungsreichen Strecke nicht gewachsen. Immer wieder kam es zur Überhitzung der Fahrmotoren und zu Kommutatorüberschlägen, so dass die Triebwagen um 1920 komplett ausfielen und Personenzüge nicht mehr vollständig elektrisch befördert werden konnten. Ab 1921 übernahmen dann die ursprünglich für die Berliner Stadt-, Ring- und Vorortbahnen vorgesehenen Triebzüge der Baureihe DR-Baureihe ET 88 den Betrieb zwischen Nieder Salzbrunn und Halbstadt.
Nach Reparatur der ET 831 ff konnten ab August 1921 wieder zwei Triebwagen auf der topografisch günstigeren Strecke Ruhbank–Liebau eingesetzt werden. Aber mehr Fahrzeuge brauchte man auf dieser Strecke nicht, weshalb auch ein Einsatz auf dem Abschnitt Hirschberg–Petersdorf untersucht wurde. Ab 1923 kamen einige Triebwagen auch auf den von  Lauban ausgehenden Strecken zum Einsatz. Ab 1932 bzw. 1934 wurden die Fahrzeuge von Hirschberg aus auch auf den elektrifizierten Nebenbahnen nach Schmiedeberg und Krummhübel im Riesengebirge eingesetzt. Ein altes Foto von 1935 zeigt den elT 1005 abfahrbereit in Hirschberg zur Fahrt nach Schmiedeberg (heute: Kowary) an der Nebenbahn Hirschberg–Landeshut.
Nach 1949 wurden die aus Schlesien evakuierten Triebwagen bis zu ihrer Ausmusterung im Nürnberger Vorortverkehr eingesetzt, hauptsächlich auf den Strecken nach Fürth und Altdorf bei Nürnberg.